# Miloš Crnjanski

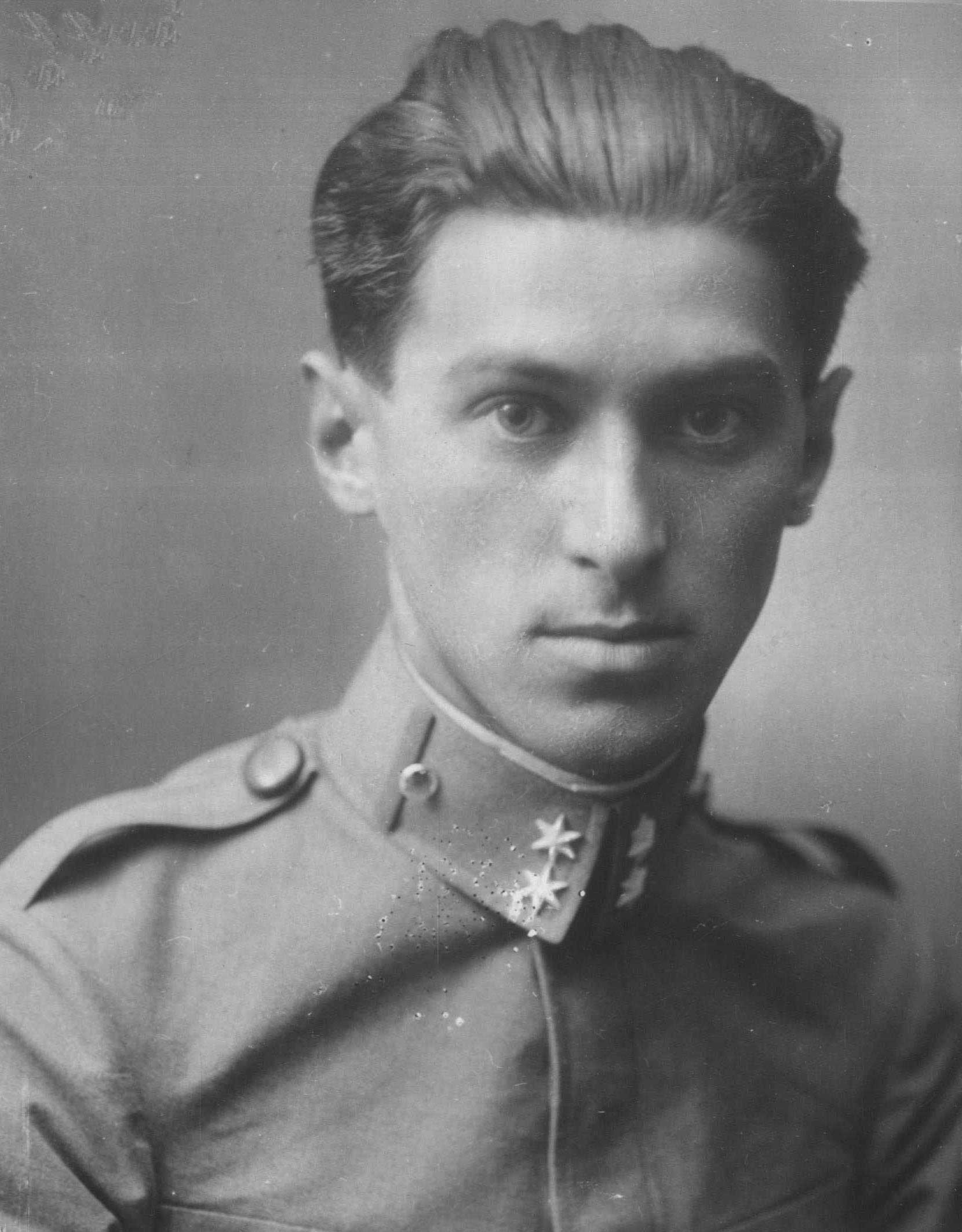
Miloš Crnjanski, in österreichischer Uniform 1914

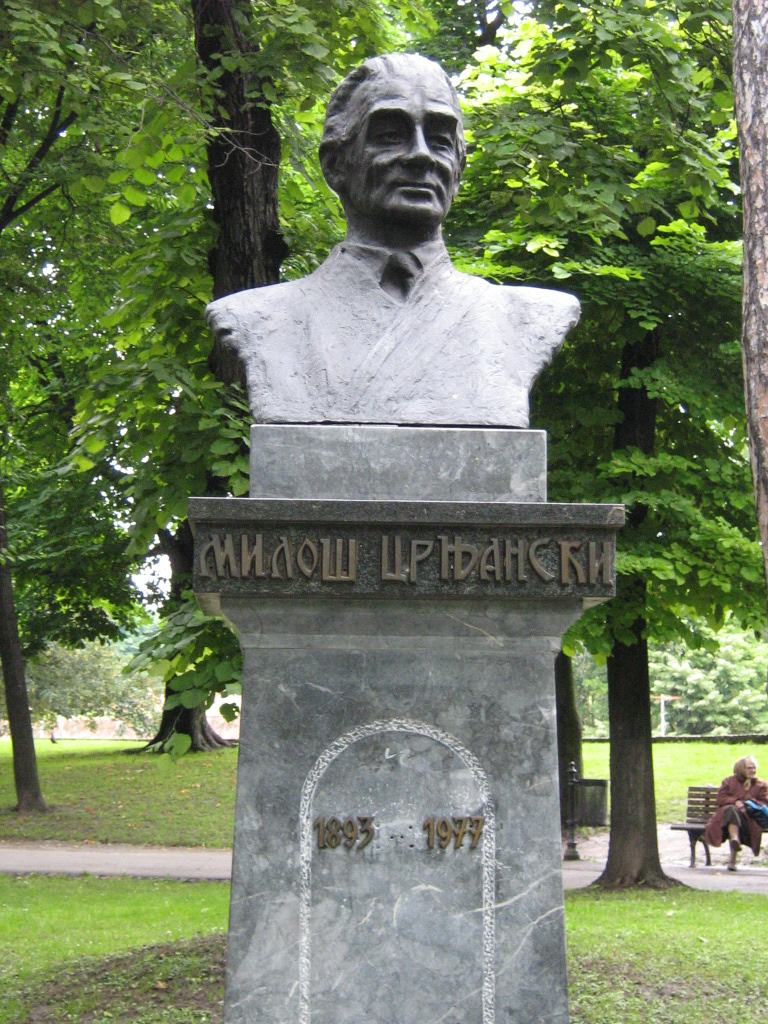
Miloš Crnjanski, Denkmal im Kalemegdan-Park zu Belgrad

Miloš Crnjanski (kyrill. Милош Црњански; * 26. Oktober 1893 in Csongrád (serbisch Чонград), Österreich-Ungarn; † 30. November 1977 in Belgrad, Jugoslawien) war ein serbischer Dichter, Erzähler, Reisebeschreiber und Bühnendichter. Er zählt neben Ivo Andrić und Miroslav Krleža zu den jugoslawischen Klassikern der Moderne.

## Leben
Die Familie Crnjanskis zog 1896 nach Temeschwar im Banat – einem Teil der Habsburgermonarchie – um, wo er serbisch erzogen wurde. Seinen Grundschulabschluss machte er in Pančevo in der südlichen Vojvodina, in Temeschwar absolvierte er die höhere Schule, bevor er die Handelsschule in Rijeka besuchte. Ab 1913 studierte er Kunstgeschichte an der Universität Wien, wurde jedoch 1914 bei Ausbruch des Ersten Weltkriegs als Infanterist rekrutiert und in Galizien bei Złota Lipa eingesetzt. Noch bevor sein Regiment aufgerieben wurde, kam er dank einer Tuberkuloseerkrankung ins Lazarett und überlebte so als einer von wenigen aus seinem Regiment. Die Kriegserlebnisse sind Thema der autobiographischen Kommentare zu den Ithaka-Gedichten. Sie bilden auch den Hintergrund des Romans Tagebuch über Čarnojević.
Crnjanski versuchte, in einem Wiener Frauenkloster unterzutauchen, leistete dann aber wieder Dienst als Telefonist beim Militärkommando in Szeged. In dieser Funktion erfuhr er von den Kriegsverbrechen der k.u.k. Armee gegen Serben. Er legte die Prüfung als Reserveoffizier ab und wurde an die Isonzo-Front abkommandiert. Die Teilnahme an weiteren Schlachten blieb ihm jedoch erspart. Den Zusammenbruch der Habsburgermonarchie erlebte er während eines dreimonatigen Sonderurlaubs in Wien, wo er seine Universitätsexamina ablegen wollte.
Nach dem Krieg reiste er nach Belgrad, wo er sich an der Universität für Vergleichende Literaturwissenschaft, Geschichte und Kunstgeschichte einschrieb. Hier erschien auch sein erster Gedichtband Lyrik Ithakas sowie sein erster Prosaband Männergeschichten. Während sein Tagebuch über Čarnojević gesetzt wurde, verkaufte er das Haus seines Vaters und zog nach Paris. Später stellte er fest, dass während seiner Abwesenheit die Reihenfolge einzelner Kapitel durcheinandergeraten war.
Es begann eine Zeit der Wanderungen mit Aufenthalten in Rom bei Ivo Andrić, in Florenz und bei einer Reserveübung in Mostar. 1928 wurde er Kulturattaché des Königreich Jugoslawiens in Berlin, dann in Rom und Lissabon. Von den in Berlin während der Weltwirtschaftskrise gewonnenen Eindrücken handelt sein auch auf Deutsch publizierter Essay Iris Berlina. 1941 schloss er sich der Exilregierung in London an. Er blieb dort in großer Armut bis 1965, obwohl seine Werke ab Mitte der 50er-Jahre in Jugoslawien publiziert wurden. Bei seiner Rückkehr wurde er gefeiert und für den Roman Wanderungen mit dem wichtigen jugoslawischen Literaturpreis NIN ausgezeichnet. 1977 starb er in Belgrad.

## Schriftstellerische Werke
- Lirika Itake
- Odabrani stihovi
- Lament nad Beogradom
- Pričе o muškom
- Dnevnik o Čarnojeviću
- Seobe
- Seobe drugi deo
- Roman o Londonu
- Maska
- Konak
- Nikola Tesla
- Ljubav u Toskani
- Knjiga o Nemačkoj
- Kap španske krvi
- Ideje

## In deutscher Übersetzung
- Panduren. Aus dem Serbischen von Ina Jun-Broda. Desch, München, Wien, Basel 1963.
- Tagebuch über Čarnojević. Aus dem Serbischen von Hans Volk. Suhrkamp, Frankfurt am Main 1993, ISBN 3-518-11867-6.
- Lamento über Belgrad. Aus dem Serbischen von Olga Serafimovski Milenković. Litopapir, Čačak 1994.
- Bora. Aus dem Serbischen von Reinhold Fischer und Barbara Antkowiak. Heyne, München 1995. ISBN 3-453-08913-8.
- Lamento für Belgrad. Aus dem Serbokroatischen von Patrik Alač. In: Akzente. Zeitschrift für Literatur, hrsg. von Michael Krüger. 42. Jahrgang, Heft 1/Februar 1995, S. 8–15. Carl Hanser Verlag München.
- Ithaka. Aus dem Serbischen von Viktor Kalinke und Stevan Tontic. Leipziger Literaturverlag, Leipzig 2008, ISBN 978-3-86660-053-9.
- Ithaka und Kommentare. Aus dem Serbischen von Peter Urban. Suhrkamp, Frankfurt am Main 2011, ISBN 3-518-12639-3.
- Iris Berlina. Aus dem Serbischen von Mirjana und Klaus Wittmann. Leipziger Literaturverlag, Leipzig 2011, ISBN 978-3-86660-108-6.
- Herbst auf Sumatra. Ein poetischer Dialog zwischen Miloš Crnjanski und Viktor Kalinke. Leipziger Literaturverlag, Leipzig 2011, ISBN 978-3-934015-38-8.
- Lamento für Belgrad und andere Gedichte Crnjanskis. Aus dem Serbischen von Cornelia Marks. In: Cornelia Marks: Von „Sumatra“ bis „Lamento für Belgrad“: zu den poetischen Visionen des Serben Miloš Crnjanski. Peter Lang Verlag, Frankfurt am Main 2011, ISBN 978-3-631-59948-8.
- Zottelige Pferde auf Island. Aus dem Serbischen von Elvira Veselinović, Sonderdruck aus Bei den Hyperboreern. Leipziger Literaturverlag, Leipzig 2011, ISBN 978-3-86660-135-2.
- Bei den Hyperboreern. Erster Teil. Aus dem Serbischen von Elvira Veselinović, Leipziger Literaturverlag, Leipzig 2013, ISBN 978-3-86660-159-8.
- Bei den Hyperboreern. Zweiter Teil. Aus dem Serbischen von Elvira Veselinović, Leipziger Literaturverlag, Leipzig 2014, ISBN 978-3-86660-173-4.
- Ein Tropfen spanisches Blut. Roman. Aus dem Serbischen von Hans Volk, Leipziger Literaturverlag, Leipzig 2022, ISBN 978-3-86660-281-6